# Bendin' in the Wind
«Bendin' in the Wind» (укр. «Згинаючи на вітрі») — тринадцята серія третього сезону анімаційного серіалу «Футурама», що вийшла в ефір у Північній Америці 22 квітня 2001 року.
Автор сценарію: Ерік Горстед.
Режисер: Рон Хаґарт.

## Сюжет
На розкопках руїн старого Нью-Йорка Фрай безкоштовно отримує стародавній мікроавтобус «Фольксваген». Він буксує авто до «Міжпланетного експреса». Оскільки бензину в ХХХ столітті не існує (запаси нафти давно було вичерпано), Ліла пропонує заправити машину китовим жиром. Бендеру доручають підняти бочку з жиром і відкрити її великим автоматичним консервним ножем. Спочатку робот пручається, посилаючись на страх перед механізмом (як згадувалося в одній із попередніх серій, він став причиною смерті його батька), але друзі наполягають. В результаті магніт притягує Бендера і ніж завдає йому тяжких тілесних пошкоджень.
У роботичній лікарні Бендерові виносять невтішний вердикт: він ніколи більше не зможе рухатися. Відчай робота нездатний розрадити навіть Материнка Адамс, робот-блазень, що зцілює силою сміху. Проте на сусідньому ліжку виявляється голова Бека, яку приробляють до знайденого на смітнику манекена. Беку вдається підбадьорити Бендера, переконавши, що життя без тіла не є таким вже поганим. Він позичає роботу пару механічних міні-рук, якими Бендер навчається шкрябати по своєму пошкодженому корпусу. Бек запрошує його приєднатися до його концертної групи перкусіоністом.
Разом із Беком Бендер вирушає у всеамериканське турне, а Ліла, Фрай, Емі та Зойдберґ їдуть слідом за ними у мікроавтобусі. Подорожуючи країною, Бендер зауважує несправедливе ставлення до зламаних роботів і вирішує написати про це пісню. Бек підтримує його ідеї та влаштовує благодійний концерт на користь усіх зламаних роботів у Сан-Франциско.
Прийшовши до розкішного готельного номера Бендера, друзі бачать, що він дивовижно зцілився. Щоби не занапастити свою музичну кар'єру, Бендер вирішує й надалі прикидатися поламаним. Проте під час концерту, виконуючи власну пісню, він так захоплюється, що починає хвацько танцювати на сцені. Прихопивши з собою велетенський благодійний чек, робот тікає разом із друзями на їхньому «Фольксвагені».
Розлючений Бек і його команда женуться за ними і зрештою наздоганяють, коли мікроавтобус падає з «повітряного моста» у Сан-Францискську затоку. Бек відбирає у Бендера чек, але пробачає йому брехню, оскільки той встиг багато зробити для зламаних роботів. Використовуючи мікроавтобус як човен, друзі пливуть до Нового Нью-Йорка.

## Сполучені Штати Америки3000 року

У кадрах, які показують мапу США, можна роздивитися зміни назв і цілісності деяких штатів, зокрема:
- Неваду перейменовано на «Н'юкваду» (англ. nuke — (розм.) ядерний, натяк на ядерні випробовування, що проводяться у цьому штаті).
- Вірджинія стала «Східною Західною Вірджинією».
- У назві штату Вайомінг склад «ом» було замінено літерою «Ω».
- Каліфорнія розділена на «ХайКал» (імовірно скорочення від «Верхня Каліфорнія» -англ. Higher California) і «ЛоКал» («Нижня Каліфорнія» — англ. Lower California, у наші дні штат із такою назвою є частиною Мексики).
- Пенсільванія розділилася на дві частини: «Республіка Пенн» і «Сильванія»: натяк на розділ Чехословаччини на Чехію (в англомовній географічній номенклатурі «Чеська Республіка») і Словаччину.
- Юта має назву, написану іншопланетною абеткою, що позначає англійські слова зі значенням «Людська ферма».
- Колорадо носить назву «24-bit Colorado» (натяк на 24-бітний колір зображення).
- Монтана дістала назву «Мюонтана» (на честь мюона — елементарної частинки).
- Столиця федерації Вашингтон (округ Колумбія) (англ. Washington, D.C.) має назву «Washington A.C.» (гра слів: AC — змінний струм, DC — постійний струм).
- Нью-Джерсі носить назву «Новий Нью-Джерсі» (аналогічно до міста і штату «Новий Нью-Йорк»).
- Назву штату Орегон змінено на «XORegon» («XOR» — один з операторів диз'юнкції у логіці).
- Айдахо (англ. Idaho) перейменовано на «UserID: aho» («UserID» — ідентифікатор користувача у UNIX-подібних операційних системах).
- Огайо змінило назву на «eHIO» (подібно до «eBay» — міжнародного онлайн-аукціону).
- З назви штату Кентуккі прибрано склад «Кент» та замінено апострофом.
- Вашингтон названо «Вашингтрон» (на честь фантастичного фільму «Трон», події якого відбуваються саме у штаті Вашингтон, який є технологічним центром планети).

Більшість цих назв штатів більше ніде в серіалі не фігурує. До того ж у деяких епізодах звучать оригінальні назви штатів Вашингтон, Орегон, Нью-Джерсі та ін.

## Музика
- Пісню «Мій зламаний друг», яку виконують Бек і Бендер, написали Крістофер Тінґ, Ерік Горстед і Кен Кілер.
- Пісня «Scarborough Fair» надежить дуету Simon and Garfunkel.
- В одному з епізодів показується нотний текст бендерової пісні, який насправді є текстом теми «Симфонії № 5» Бетховена.
- Дві інші пісні, що звучать на концертах належать Беку: це «Where It's At» і «Sexx Laws».
- Виконуючи «Where It's At», Бендер пародіює рядок із пісні, співаючи замість «Маю два програвачі та мікрофон» (англ. I got two turntables and a microphone) «Із роздертим животом і мікрофоном» (англ. Got a washboard stomach and a microphone). Також замість «Це було добре барабанне соло» (англ. That was a good drum break) Бек проспівує «Це було соло на пральній дошці» (англ. That was a washboard break).

## Пародії, алюзії, цікаві факти
- Назва серії пародіює назву пісні Боба Ділана «Blowin' in the Wind».
- Побачивший піднятий з-під землі мікроавтобус, Бендер питає, чи це не один з «лед зепелінів», про які багато пишуть. Згодом Ліла аналогічно питає, чи це не один з «джефферсон аеропланів».
- Сайлон і Гарфанкель пародіюють фолк-дует 1960-х років Simon and Garfunkel («Сайлон» — ім'я робота з серіалу «Battlestar Galactica»).
- Назва благодійного концерту «Bend-Aid» (на честь Бендера) є алюзією на благодійну акцію у поміч постраждалим від голодомору «Live Aid».
- Назва марки китового жиру «Мобіл Дік» є подвійною алюзією: на марку мастил «Mobil 1» і на заголовок роману Германа Мелвілла «Мобі Дік».
- Репліка Бека «Взагалі-то ця пісня не на три години, але в нас пішло» є алюзією на зауваження деяких слухачів, щодо того, що Бек нібито занадто розтягує пісні на концертах.
- Професор Фарнсворт зауважує, що запаси нафти на Землі було вичерпано 2038 року, що відповідає оцінці сучасних експертів.

## Особливості українського перекладу
- У перших кадрах серії Бендер, ідучи з Фраєм по вулиці, співає пісню «Ой у гаю при Дунаю», згодом «Ти ж мене підманула»
- Назву пісні Бека «Odelay» передано як «Ода траху»
- Словник, яким користується Бек для написання пісень (англ. Becktionary), називається «Словнибекник».
- Створюючи пісню, Бендер розмірковує: «Помахайте руками римується з побийте носаками».